# Cochlearimplantat
Et cochlear-implantat (CI) er et avanceret høreapparat, som svært hørehæmmede og døve kan få gavn af. Navnet henviser til cochlea, sneglen, som er sanseapparatet for hørelsen i det indre øre. Et cochlear implant består af en ekstern mikrofon, en taleprocessor, en forstærker, en signaloverførselsenhed bag øret og en indopereret enhed bestående af modtager og en elektrode, der stimulerer nervefibrene i cochlea i det indre øre. Disse signaler sendes så videre til bl.a. hørebarken i hjernen.
Patienter, som er døve på grund af en defekt i det indre øre tilbydes CI behandlingen. Dette gælder for:
- Patienter med pludselig opstået døvhed, f.eks. som følge af meningitis.
- Patienter, hvis hørelse efterhånden er blevet så dårlig, at de ikke har gavn af høreapparatbehandling.
- Småbørn, som er født døve eller er blevet døve, før de har lært sprog, vil ved tidlig operation (gerne i 1-årsalderen) kunne opnå tilstrækkelig lydopfattelse til at udvikle talesprog.
- Børn over 5 år, der aldrig har kunnet høre, har ikke samme mulighed som mindre børn for at lære at høre og tilbydes derfor normalt ikke operation.[1]
- Gennem de seneste år har flere børn med medfødt døvblindhed fået cochlear-implantat. Det har vist sig, at døvblindfødte børn på alle væsentlige udviklingsområder får udbytte af CI. Enkelte døvblindfødte børn med CI har fået en del taleforståelse, men endnu har ingen udviklet et fuldt talesprog.[2]

Systemet vælges af flere og flere forældre til døve børn, da chancerne for, at barnet kan lære talesprog er større, hvis barnet har en lydoplevelse. Dette har skabt nogen debat i døvekredse, der ser det som en trussel mod døvekultur og en nedgørelse af tegnsprog.